# PocketBook 616

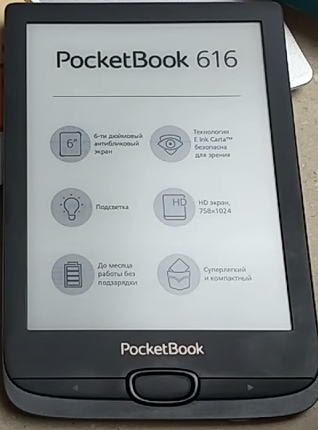

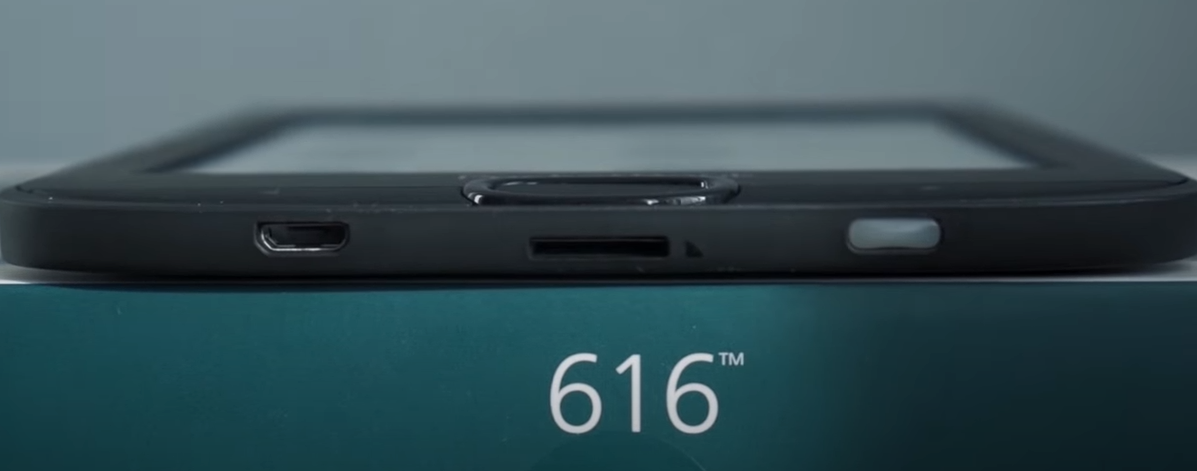

PocketBook 616 — електронна книга, розроблена компанією PocketBook. Пристрій було анонсовано у 2018 році разом із PocketBook 627 та PocketBook 632.  
Разом з моделлю Pocketbook 606 належить до базового рівня пристроїв компанії.
Завдяки сучасному дизайну, якості екрану та невеликій вартості PocketBook 616 займає перше місце в рейтингу найкращих недорогих електронних книг 2021 року. 

## Зовнішній вигляд
Корпус PocketBook 616 виконаний з пластику. Передня та задня поверхні мають матову оксамитову поверхню. 
Знизу розташовані слоти для картки пам'яті, кнопка виключення та слот для USB кабелю.
У порівнянні із попередньою моделлю PocketBook 615 Plus в цій електронній книзі зменшилися рамки та з'явилася подовжена центральна кнопка управління.
Захист від попадання вологи відсутній. Екран несенсорний.

## Характеристики
| Дисплей            | 6" E Ink® Carta,1024×768, 212 dpi з підсвіткою, 16 градацій сірого кольору           |
| Процесор           | 1 ГГц                                                                                |
| Операційна система | Linux 3.0.35                                                                         |
| Батарея            | Li-Ion Polymer (1 300 mAh)                                                           |
| Пам'ять            |                                                                                      |
| Вбудована          | 8 Мб + microSD до 32 Гб                                                              |
| Оперативна         | 256 Мб                                                                               |
| Комунікації        | micro USB (v 2.0)                                                                    |
| Слот пам'яті       | microSD, card                                                                        |
| Формати книжок     | DOCX, RTF, PRC, MOBI, ACSM, FB2, TXT, PDF, DJVU, RTF, HTML, PRC, CHM, EPUB, DOC, ZIP |
| Формати зображення | JPEG, BMP, PNG, TIFF                                                                 |
| Гіроскоп           | вбудований                                                                           |
| Додатково          | словники, бібліотека, галерея, калькулятор, ігри (Косинка, Шахи, Судоку, Змійка)     |
| Розмір без кришки  | 108×161,3×8 мм                                                                       |
| Вага               | близько 155 г                                                                        |
| Колір              | чорний Obsidian Black, срібний Matter Silver                                         |

## Особливості
Особливостями пристрою є:
- Низька енергомісткість — акумулятор розрахований на тривалість до місяця без підзарядки.
- Невелика вага  — 155 г;
- Екран з підсвічуванням, зменшеними розмірами рамок та великою роздільною здатністю.
- Можливість власного налаштування екрану (орієнтація, шрифт, розмір), створення закладок та заміток[4].
- Додаткові застосунки - чотири словники, галерея (чорно-білі фотографії), калькулятор, ігри[5]

## Комплектація
Електронна книга, USB кабель, гарантійні документи, інструкція.

## Ціни
На час написання статті (станом на березень 2021 року) ціни в Україні розпочинаються від 2699 грн.